# Karl Brunner (SS-Mitglied)
Karl Josef Michael Otto Brunner (* 26. Juli 1900 in Passau; † 7. Dezember 1980 in München) war ein deutscher Jurist, SS-Brigadeführer und Generalmajor der Polizei sowie SS- und Polizeiführer in Salzburg und Bozen.

## Leben
Karl war der erste Sohn des Oberpostinspekteurs Otto Brunner (* 9. Juni 1873 in Augsburg) und dessen Ehefrau Antonie, geborene Atzinger (* 14. Februar 1877 in Passau). Er besuchte ab 1906 zunächst die Volksschule und von 1910 bis 1917 die Kreisoberrealschule Passau. Am 13. September 1917 trat er während des Ersten Weltkriegs als Freiwilliger in das 16. Infanterie-Regiment „Großherzog Ferdinand von Toskana“ der Bayerischen Armee ein. Nach Kriegsende schied Brunner am 2. April 1919 mit dem Dienstgrad als Fähnrich aus dem Militärdienst.
Er wurde Mitglied im Deutschvölkischen Schutz- und Trutzbund. Von April bis Juni 1919 war er Mitglied der Freikorps Chiemgau und Passau und von 1922 bis 1923 Teil der Marine-Brigade Ehrhardt. Anschließend studierte er an der Universität München Jura und arbeitete ab 1927 als Rechtsanwalt. Seit 1921 war er Mitglied der Studentenverbindung Apollo München, der späteren Burschenschaft Apollo München.
Nach der Machtübergabe an die Nationalsozialisten trat er 1933 der SA und zum 1. Mai desselben Jahres der NSDAP bei (Mitgliedsnummer 1.903.386). Später wechselte er von der SA zur SS (SS-Nummer 107.161). Beim SD war er zunächst von Januar bis September 1935 im SD-Hauptamt tätig. Von April 1937 war er bis Juni 1940 Leiter der Gestapo in München.
Nach Beginn des Zweiten Weltkrieges war Brunner bis November 1939 Führer des Einsatzkommandos 4 der Einsatzgruppe I im deutsch besetzten Polen, die polnische Intellektuelle ermordete. Von Februar 1940 bis April 1944 war Brunner Inspekteur der Sicherheitspolizei und des SD in Salzburg. Zudem war er ab März 1941 Leiter des Amtes Ia im Reichssicherheitshauptamt (RSHA) und von Mitte September 1943 bis zum Kriegsende SS- und Polizeiführer Alpenvorland mit Dienstsitz Bozen. Hier erteilte er am 12. September 1943 dem Südtiroler Ordnungsdienst einen schriftlichen Befehl zur Verhaftung und Deportierung der noch in Südtirol verbliebenen jüdischen Bevölkerung. Am 13. Mai 1945 wurde er in Bozen gefangen genommen und geriet in britische Internierung, aus der er 1948 entlassen wurde.
Brunner wurde für die Organisation Gehlen tätig und trat 1956 in den bayerischen Staatsdienst ein, wo er als Regierungsrat im Landratsamt Pfaffenhofen tätig wurde.

## Auszeichnungen
| Brunners SS- und Polizeiränge | Ernennung        |
| SS-Untersturmführer           | 15. Juni 1934    |
| SS-Obersturmführer            | 20. April 1935   |
| SS-Hauptsturmführer           | 20. April 1936   |
| SS-Sturmbannführer            | 20. April 1937   |
| SS-Obersturmbannführer        | 20. April 1938   |
| Oberst der Polizei            | 19. April 1941   |
| SS-Oberführer                 | 1. Mai 1942      |
| Generalmajor der Polizei      | 21. Oktober 1942 |
| SS-Brigadeführer              | 9. November 1942 |

Brunner wurde am 10. Januar 1945 mit dem Eisernen Kreuz I. Klasse ausgezeichnet. Die II. Klasse hatte er bereits während des Ersten Weltkriegs erworben. Außerdem bekam er noch weitere zivile Auszeichnungen verliehen.